# 广州恒运
广州恒运企业集团股份有限公司（证券简称：穗恒运Ａ，深交所：000531）是一间主营电力生产和集中供热的上市公司，
业务范围涉及金融、房地产等产业。
公司前身是成立于1987年8月的广州经济技术开发区恒运热电厂，1992年11月30日改组为股份制企业。1994年1月6日在深圳证券交易所A股上市，为广州市首批上市企业之一。1995年4月1日公司名称由广州恒运热电股份有限公司更名为广州恒运企业集团股份有限公司，2006年2月20日进行股权分置改革。